# …Nothing Like the Sun
…Nothing Like the Sun (с англ. — «…Совсем не похоже на солнце») — второй студийный альбом британского рок-музыканта Стинга, был издан 13 октября 1987 года. Название для пластинки было навеяно строчкой из 130-го сонета Уильяма Шекспира («My mistress’ eyes are nothing like the sun» — «Глаза моей возлюбленной совсем не похожи на солнце»), которую Стинг также использовал в песне «Sister Moon». Кроме того, музыкант добавил, что на это название его вдохновила уличная встреча с пьяницей, которому Стинг процитировал сонет в ответ на его назойливый вопрос: «Насколько прекрасна луна?».
Альбом победил в номинации «Лучший британский альбом» на премии Brit Awards, в 1988 году.

## Список композиций
Все песни написаны Стингом, за исключением «Little Wing» и «The Secret Marriage». Музыка последней взята из песни «К маленькому радиоприёмнику» Ханса Эйслера, которую Стинг подтекстовал собственными стихами, не имеющими отношения к оригинальному (немецкому) тексту Бертольта Брехта. «The Lazarus Heart» задумывалась как титульная композиция к фильму «Кто подставил кролика Роджера».

### Сторона один
1. «The Lazarus Heart» — 4:34
2. «Be Still My Beating Heart» — 5:32
3. «Englishman in New York» — 4:25

### Сторона два
1. «History Will Teach Us Nothing» — 4:58
2. «They Dance Alone» — 7:16
3. «Fragile» — 3:54

### Сторона три
1. «We’ll Be Together» — 4:52
2. «Straight to My Heart» — 3:54
3. «Rock Steady»  — 4:27

### Сторона четыре
1. «Sister Moon»  — 3:46
2. «Little Wing» (Джими Хендрикс) — 5:04
3. «The Secret Marriage» (Ханс Эйслер, Стинг) — 2:03

## Участники записи
- Стинг — лид-вокал, бас, гитара на «History Will Teach Us Nothing» и «Fragile»
- Рене Гейер[англ.] — бэк-вокал
- Дуллетт Макдональд[англ.] — бэк-вокал
- Дженис Пендервис[англ.] — бэк-вокал
- Веста Уильямс — бэк-вокал
- Кенвуд Деннард[англ.] — ударные на «Little Wing»
- Ману Катче — ударные
- Энди Ньюмарк[англ.] — ударные
- Гил Эванс & His Orchestra на «Little Wing»
- Мино Цинело[англ.] — перкуссия, вокодер
- Рубен Блейдс — вокал на «They Dance Alone (Cueca Solo)»
- Марк Эган[англ.] — бас на «Little Wing»
- Хирам Буллок[англ.] — гитара на «Little Wing»
- Эрик Клэптон — гитара на «They Dance Alone (Cueca Solo)»
- Fareed Haque — гитара на «They Dance Alone (Cueca Solo)»
- Марк Нопфлер — гитара на «They Dance Alone (Cueca Solo)»
- Энди Саммерс — гитара на «The Lazarus Heart» и «Be Still My Beating Heart»
- Кенни Кёркленд — клавишные
- Кен Хелман[англ.] — фортепиано на «The Secret Marriage»
- Брэнфорд Марсалис — саксофон[12]

## Позиции в хит-парадах и сертификации
Годовые чарты:
| Хит-парад (1989)       | Позиция |
| ---------------------- | ------- |
| Европа (Music & Media) | 52      |